# Lëtzebuerger Studenten zu Zürech
Die Lëtzebuerger Studenten zu Zürech (LSZ) a.s.b.l. (deutsch Luxemburger Studenten in Zürich; französisch Étudiants Luxembourgeois à Zurich a.s.b.l.) ist ein 1930 gegründeter Studentenverein luxemburgischen Rechts. Primäres Ziel des Vereins ist die Interessenvertretung und der Austausch aller luxemburgischen Studierenden, die an den Zürcher Hochschulen eingeschrieben sind. Geleitet wird der Verein von einem 12-13-köpfigen Komitee, das aktuell unter der Leitung von Till Winzen steht. Wie die meisten luxemburgischen Studentenvereine untersteht der LSZ der Association des cercles d’étudiants luxembourgeois (ACEL). Der Verein zählt um die 130 aktive Mitglieder. Bekannt ist der LSZ vor allem als Organisator des "Zürcher Bal", der seit 1961 jedes Jahr am Ersten Weihnachtsfeiertag, dem 25. Dezember, stattfindet.
Der LSZ ist jedes Jahr an der luxemburgischen Foire de l'Étudiant vertreten, wo sich Schüler über das Studium und Leben in Zürich informieren können. Für alle Luxemburger Studierenden in Zürich steht der Vereinsvorstand bei jeglichen Fragestellungen, von Wohnungssuche über Versicherungsfragen, zur Seite.
Einige der wiederkehrenden Aktivitäten sind das Skiwochenende, die Clubreise und der Galaabend "Soirée Patriotique Luxembourgeoise", an dem jährlich der ETH-Professoren gedacht wird, die während des Zweiten Weltkriegs jüdische Studierende bei sich aufgenommen haben. Zudem finden sich jährlich die Luxemburger Studierenden der ganzen Schweiz am Luxemburger Nationalfeiertag beim Botschafter in Bern ein. 

## Zürcher Bal
Seit 1960 in Luxemburg organisierter Studentenball, der sich über die Jahre zum grössten in Luxemburg gewachsen ist. Mittlerweile zählt die Veranstaltung über 4000 Gäste. Anfangs noch im Parc Hotel, findet der Abend nach einer Übergangsphase in Luxemburgs grösster Konzerthalle Rockhal mittlerweile in der Messehalle Luxexpo statt. Da der Ball sofort nach Semesterende stattfindet, ist er für viele im Ausland studierende Luxemburger die erste Gelegenheit, sich wieder zu sehen.  
2016 spendete der LSZ erstmals einen Teil des Erlöses an verschiedene Organisationen darunter die Unity Foundation.